# Rían
U izmišljenoj povijesti Međuzemlja J. R. R. Tolkiena, Rían je žena iz Prve Kuće Edaina iz Prvog doba. Kćer je Belegundova i rodica Morwenina. Njezin je sin Tuor Eladar, a poluvilenjak Elrond joj je pra-praunuk.
Rían je tijekom Dagor Bragollacha, Bitke iznenadnog plamena 455. Godine Sunca, kad su njeni ljudi pobijeni ili pobjegli, a zemlja razorena, bila tek djevojčica. Belegund se u to vrijeme pridružio njenom prastricu Barahiru i nastavio braniti posjede dok nije umoren 460. Barahirova žena Emeldir povela je preživjele žene i djecu preko Ered Gorgorotha u sigurnost. Rian je bila jedna od onih koji su naposljetku dospjeli u Hithlum.
U Hithlumu su je lijepo primili, 472. se udala za Huora iz Marachove Kuće. Njena rodica Morwen bila je žena Huorova brata Húrinova. Koji je u to vrijeme bio Gospodar Dor-lómina. Samo dva mjeseca nakon vjenčanja Huor je otišao u Nírnaeth Arnoediad, Bitku suza nebrojenih, u kojoj je poginuo.
| “                                                                                                | Kad nikakve vijesti nisu stizale o njezinu gospodaru, ona uteče u divljinu; ali joj upomoć pritekoše Sivi vilenjaci Mithrima, pa kad joj se rodio sin Tuor, oni ga posvojiše. Tad se Rían otputi iz Hithluma i, stigavši pred Haud-en-Ndengin, leže na nj i umre. | ” |
| —Tolkien, J.R.R., Silmarillion, 1. izd., Algoritam, Zagreb, 2001., ISBN 953-6166-84-4, str. 216. | |   |

## Vanjske poveznice
- Rían pred Haud-en-Ndenginom